# グナ航空
グナ航空（グナこうくう、ネパール語: गुण एयरलाइन्स、英語: Guna Airlines）は、ネパールの航空会社。グナ・グループ傘下にあり、2009年に設立しシムリク・エアに売却した最初のグナ航空（シムリク航空）と、2021年に再参入した2代目のグナ航空が存在する。

## 初代
2009年にグナ・グループによって設立された。2013年に経営危機に陥り、シムリク・エアに3億5千万ネパール・ルピーで売却した。

## 再設立後
2020年にグナ・グループにより、シムリク航空を買収し航空会社を再設立する計画が初めて報道された。2021年にはイエティ航空より5機のジェットストリーム 41を購入、グナ航空の名称で運航することも発表された。この計画にグナ・グループは10億ネパール・ルピーを投じた。
2021年9月16日、カトマンズからポカラ、バラトプルへの定期便就航により運航を開始した。 
2023年2月20日、給料の未払いを理由にネパール民間航空局により運航が停止された。3月には保有機材の売却も禁じられた。その後6ヶ月を経過しても進展はなく、運航許可の取り消しが検討されていることが報じられた。

## 就航地
2023年3月の段階では運航が停止されている。
| 都市             | 空港                     | 備考     |
| ---------------- | ------------------------ | -------- |
| バドラプール     | バドラプール空港         |          |
| ビラートナガル   | ビラートナガル空港       |          |
| カトマンズ       | トリブバン国際空港       | ハブ空港 |
| ジャナクプル     | ジャナクプル空港         |          |
| ネパールガンジ   | ネパールガンジ空港       |          |
| ポカラ           | ポカラ空港               | 終了     |
| ポカラ           | ポカラ国際空港           |          |
| バラトプル       | バラトプル空港           |          |
| シッダルタナガル | ゴータマ・ブッダ国際空港 |          |
| ツムリンタール   | ツムリンタール空港       |          |
| ビレンドラナガル | スルケート空港           |          |